# Nashira
Nashira (γ Capricorni / γ Cap / 40 Capricorni) es la cuarta estrella más brillante en la constelación de Capricornio. Su magnitud aparente es +3,69.

## Nombre
El nombre de Nashira procede del árabe Al Sa'd al Nashirah y significa «portadora de buenas noticias» o «la afortunada».
En Babilonia, Nashira señalaba el 27º asterismo eclíptico, Mahar sha hi-na Shahu, «el del oeste en la cola de la cabra».
En China, esta estrella, junto a Deneb Algedi (δ Capricorni), ε Capricorni, κ Capricorni y otras estrellas de Acuario y Piscis, formaba Luy Pei Chen, «el campo atrincherado».

## Características físicas
Situada a 139 años luz del sistema solar, Nashira tradicionalmente ha sido catalogada como una estrella blanco-amarilla de tipo espectral F0p; dado su estado incierto evolutivo, ha sido considerada una estrella de la secuencia principal. Observaciones más minuciosas, sin embargo, sugieren que es una estrella de tipo A7. Su luminosidad, 47 veces mayor que la luminosidad solar, y su masa, equivalente a 2,5 masas solares, sugieren que está abandonando la secuencia principal para convertirse en una estrella gigante.
Nashira también ha sido clasificada como una estrella Am, un tipo de estrellas cuyo espectro presenta líneas de absorción fuertes de algunos metales. Su velocidad de rotación en el ecuador es de sólo 30 km/s, inferior a la de otras estrellas de tipo A, lo que puede favorecer la separación de distintos elementos químicos en su atmósfera.
Frente a algunos elementos como carbono, oxígeno, magnesio o azufre cuya abundancia relativa es comparable a la solar, otros presentan abundancias que claramente difieren de los valores solares.
Zirconio, estroncio e itrio —este último 200 veces más abundante que en el Sol— muestran valores muy por encima de los solares; en el otro extremo, calcio y escandio son deficitarios respecto a nuestra estrella.
Asimismo, Nashira está considerada una estrella variable Alfa2 Canum Venaticorum con pequeñas variaciones en su brillo de 0,03 magnitudes.